# Nikołaj Pietruniczew
Nikołaj Aleksiejewicz Pietruniczew (ros. Николай Алексеевич Петруничев, ur. 10 grudnia 1899, zm. w czerwcu 1942) – radziecki polityk.

## Życiorys
Od sierpnia 1915 uczył się w seminarium nauczycielskim, później do kwietnia 1918 w Tulskim Instytucie Nauczycielskim, w październiku 1917 wstąpił do SDPRR(b). Od kwietnia do września 1918 instruktor-agitator powiatowego komisariatu wojennego w Bielowie, sekretarz komitetu wykonawczego bielowskiej rady miejskiej, od września 1918 do marca 1920 przewodniczący komitetu wykonawczego bielowskiej rady powiatowej, od marca do czerwca 1920 sekretarz tulskiego gubernialnego komitetu RKP(b). Od czerwca do września 1920 w stawropolskim gubernialnym komitecie RKP(b), od września do grudnia 1920 szef Wydziału Politycznego 9 Dywizji Kawaleryjskiej (1 Armia Konna), od grudnia 1920 do lipca 1922 wojenkom sztabu i szef sekretariatu politycznego 3 Korpusu Konnego, później szef wydziału edukacji profesjonalnej tulskiego gubernialnego oddziału edukacji narodowej. Do czerwca 1923 przewodniczący komitetu wykonawczego bielowskiej rady powiatowej, od czerwca 1923 do grudnia 1925 zastępca kierownika i kierownik Wydziału Agitacyjno-Propagandowego Dagestańskiego Komitetu Obwodowego RKP(b), od grudnia 1925 do września 1927 słuchacz kursów marksizmu-leninizmu przy KC WKP(b), od września 1927 do sierpnia 1928 kierownik Wydziału Agitacyjno-Propagandowego Woroneskiego Gubernialnego Komitetu WKP(b). Od sierpnia 1928 do lipca 1929 sekretarz odpowiedzialny Komitetu Okręgowego WKP(b) w Biełgorodzie, od sierpnia 1929 do maja 1932 słuchacz Ekonomicznego Instytutu Czerwonej Profesury, od 1930 do lutego 1933 członek i zastępca przewodniczącego moskiewskiej obwodowej komisji kontrolnej WKP(b), od lutego 1933 do marca 1934 zastępca kierownika inspekcji w Przedstawicielstwie Handlowym ZSRR w Niemczech. Od 11 lutego 1934 do 1939 członek Komisji Kontroli Radzieckiej przy Radzie Komisarzy Ludowych ZSRR, od marca 1934 do października 1935 kierownik inspekcji Komisji Kontroli Radzieckiej przy Radzie Komisarzy Ludowych ZSRR w Przedstawicielstwie Handlowym ZSRR w Niemczech, od października 1935 do lipca 1937 kierownik Grupy Handlu Zagranicznego Komisji Kontroli Radzieckiej przy KC WKP(b). Od 31 lipca 1937 do 5 listopada 1938 zarządzający sprawami Rady Komisarzy Ludowych ZSRR, później wykładowca ekonomii politycznej, po ataku Niemiec na ZSRR służył w Armii Czerwonej, zaginął bez wieści na froncie. Był deputowanym do Rady Najwyższej ZSRR 1 kadencji.